# Héctor Camps
Héctor Eduardo Camps (29 de agosto de 1966, Venado Tuerto, Provincia de Santa Fe - 17 de junio de 2010, Buenos Aires) fue un periodista deportivo y relator de carreras de automovilismo de velocidad argentino. Se destacó por su labor como comentarista y luego como locutor, trabajando para la productora de televisión Carburando, la cual mantenía en ese entonces la concesión de las transmisiones televisivas de la categoría Turismo Carretera.
Iniciado en el relato en las competencias zonales de su provincia, debutó profesionalmente en LT 29 de Venado Tuerto a los 18 años, para luego dar el salto hacia la productora Carburando, en la que debutó como comentarista en el año 1993 y como relator de Carburando Radio.
En el año 2005, Eduardo González Rouco (socio principal de Carburando) le cedió la responsabilidad de debutar como relator televisivo en las transmisiones de Turismo Carretera y Top Race V6. Gracias a sus relatos, en el año 2005 Carburando obtendría el Premio Martín Fierro como Mejor Programa Deportivo. Continuó en dicho rol hasta el final de la temporada 2008.
Su estilo de relato y su tono de voz fueron marcas registradas en cada transmisión del TC, manteniendo el estilo característico de su antecesor Eduardo González Rouco.
Falleció el 17 de junio de 2010 a causa de una esclerosis lateral amiotrófica diagnosticada en el año 2008.

## Biografía
Nacido en la localidad de Venado Tuerto, Héctor "Tití" Camps se inició en la locución deportiva a los 16 años, relatando en las competiciones zonales desarrolladas en su localidad. Su estilo relatista lo llevó a ser convocado dos años después en la emisora de amplitud modulada LT 29 de Venado Tuerto, donde también ofició como periodista. Su labor lo llevó a ser convocado por la televisión local, siendo este su debut en los medios audiovisuales, donde llevó adelante su profesión, caracterizada por un estilo alegre y amigable.
A los 24 años, Camps contraería matrimonio el 6 de julio de 1990 y unos meses más tarde, el 21 de noviembre nacería su primera hija, Lía Camps, quien seguiría sus pasos en el periodismo deportivo.
Su carrera daría un gran salto en el año 1993, cuando el productor Antonio "Tony" Viola decidió enviar un casete con una serie de grabaciones de los relatos de Camps a la productora Carburando, para hacerle probar suerte en dicho medio deportivo. En ese entonces, Carburando estaba a cargo de la concesión de las transmisiones del Turismo Carretera y buscaba personal para poder cubrir diferentes sectores en cada desarrollo de las competencias del TC. Fue así que finalmente, el 21 de marzo de 1993, Tití Camps debutaría en Carburando, relatando las alternativas que ocurrían en la denominada "Chicana 5" del circuito semipermanente de Santa Teresita, asistiendo de esta forma a Eduardo González Rouco, encargado del relato general de la competencia en radio. A partir de ese momento, Carburando pasaría a ser parte inseparable de la vida de Camps.
Su vida tendría grandes alternativas, como ser el nacimiento de su hijo Federico (quien también vincularía su vida al deporte motor) una semana después de su incorporación a Carburando, justamente mientras relataba el Rally de Venado Tuerto, para la producción radial de Carburando que se emitía por Radio Rivadavia. Unos meses después, el 5 de octubre de ese año, Carburando le confiaría a Camps la responsabilidad de comandar las transmisiones deportivas de Carburando Radio, por Rivadavia. Su debut tuvo lugar en el Autódromo Juan Manuel Fangio de la ciudad de Balcarce, en ocasión de una competencia de Turismo Carretera.
Su debut en la televisión tuvo lugar en el año 1997, cuando en ocasión de la inauguración de la categoría Top Race y siempre bajo el ala de Carburando, le fue confiada la conducción y el relato de cada transmisión de esta novel categoría.

### Década del 2000
En el año 2005 encare su máximo desafío al ser designado como la nueva voz de las transmisiones del Turismo Carretera. Durante sus años de relato, Carburando fue galardonada con el Premio Martín Fierro como mejor programa deportivo de la televisión argentina. 
A la par de su carrera como relator, Carburando redoblaría su oferta, ofreciéndole la conducción de un programa radial, por lo que debió mudarse con toda su familia a la Ciudad de Buenos Aires para así continuar con su éxito laboral.

### Enfermedad y retiro de la actividad
Lamentablemente, en el año 2008 recibió su peor noticia al serle diagnosticada esclerosis lateral amiotrófica, una enfermedad degenerativa que fue disminuyendo su capacidad motriz. A pesar de ello, la pasión por su trabajo pudo más y continuaría asistiendo a sus compromisos. La rapidez del avance de su enfermedad fueron paulatinamente relegándolo de su posición frente al micrófono, pero nunca de su labor periodística.
Su última carrera fue el 30 de noviembre de 2008, cuando relató el Gran Premio Coronación de la Temporada 2008 de Turismo Carretera, corrido en el Autódromo Oscar y Juan Gálvez de la Ciudad de Buenos Aires, en una transmisión en la que la gravedad de su enfermedad se vería evidenciada por la disminución de su fuerza característica de cada relato. 
A pesar de que dejaría de lado su labor como relator, la Asociación Corredores de Turismo Carretera le brindaría un espacio dentro de su página web donde volcaría todos sus análisis de cada competencia de Turismo Carretera. Esta labor, la ejercería firmemente hasta una semana antes de su fallecimiento, ocurrido el 17 de junio de 2010. 
Su memoria se perpetúa en cada transmisión del TC, cada vez que los pilotos ejecutan una maniobra de sobrepaso con cambio de trayectoria, la cual fuera bautizada por él mismo como "La Tijera".

## Reconocimientos
En octubre del 2013, la intendencia de Venado Tuerto decidió ponerle el nombre de Hector "Titi" Camps a la calle que comienza en Antártida Argentina al 300 y finaliza antes de llegar a Neuquén. De esta manera, el recordado relator fue inmortalizado en el barrio que vivió con su familia hasta el verano de 2006. 

## Legado
En la actualidad, su hija Lía Camps continua con la tradición de su padre, trabajó como periodista deportiva en la productora Pistas Argentinas, concesionaria de las trasmisiones del Turismo Carretera y actualmente trabaja como periodista en el Hipódromo de Palermo, mientras que su hijo Federico "Fefo" Camps sigue su huella como relator del Turismo Carretera, de las demás categorías de la ACTC Asociación Corredores de Turismo Carretera y en su propio programa radial.

## Trayectoria
| Año       | Medio                        | Profesión  |
| --------- | ---------------------------- | ---------- |
| 1984      | Radio LT 29 de Venado Tuerto | Relator    |
| 1993      | Carburando Radio             | Relator    |
| 1993      | Carburando Radio             | Periodista |
| 1997-2004 | Carburando Radio             | Relator    |
| 1997-2004 | Carburando Radio             | Periodista |
| 1997-2004 | Carburando TRV6 (TV)         | Conductor  |
| 1997-2004 | Carburando TRV6 (TV)         | Relator    |
| 2005      | Carburando TC (TV)           | Relator    |
| 2005      | Carburando TRV6 (TV)         | Conductor  |
| 2005      | Carburando TRV6 (TV)         | Relator    |
| 2006      | Carburando TC (TV)           | Relator    |
| 2006      | Carburando TRV6 (TV)         | Conductor  |
| 2006      | Carburando TRV6 (TV)         | Relator    |
| 2006      | Carburando Radio             | Conductor  |
| 2007-2008 | Carburando TC (TV)           | Relator    |
| 2007-2008 | Carburando TRV6 (TV)         | Conductor  |
| 2007-2008 | Carburando TRV6 (TV)         | Relator    |

### Distinciones
| Año  | Premio               | Medio      | Rubro                    |
| ---- | -------------------- | ---------- | ------------------------ |
| 2005 | Premio Martín Fierro | Carburando | Mejor programa deportivo |